# Odontochodaeus abadiei
Odontochodaeus abadiei is een keversoort uit de familie Ochodaeidae. De wetenschappelijke naam van de soort is voor het eerst geldig gepubliceerd in 1959 door Paulian.